# Tiliaphis shinjii
Tiliaphis shinjii är en insektsart. Tiliaphis shinjii ingår i släktet Tiliaphis och familjen långrörsbladlöss. Inga underarter finns listade i Catalogue of Life.